# Фрозиноне Калчо
Фрозиноне Калчо (на италиански: Frosinone Calcio SRL) е италиански футболен отбор от град Фрозиноне. Основан през 1906 година. Домакинските си мачове играе на стадион „Бенито Стирпе“, с капацитет 16 000 зрители.
През сезон 2014/15 се класира за пръв път в Серия А, с което става едва третият отбор (след Рома и Лацио) от регион Лацио, участвал в най-висшата дивизия на италианския шампионат.

## Успехи
- Серия Б 
  -  Вицешампион (2): 2014/15

## Състав
Последна актуализация: 24 август 2018

## Български футболисти
- Александър Тонев: 2015/16 - (22 мача - 0 гола)